# Paul de Saint-Laurent
Paul de Saint-Laurent var en fransk ornamentbildhuggare.
Saint-Laurent inkallades till Sverige 1744 för att arbeta med utsmyckningen av Stockholms slott. Han var troligen lärjunge till skulptören Robert Le Lorrain och fullbordade före sin ankomst till Sverige utsmyckningen av familjen de Rohans ärkebiskopspalats i Strasbourg. Han skrev 1744 ett kontrakt med Karl Reinhold Berch som omfattade en tvåårig vistelse i Sverige  med en lön på 4 500 livres per år. I Stockholm kom han arbeta tillsammans med två mästarna Antoine Bellette och Michel Le Lievre som han tidigare arbetat med i Frankrike. Saint-Laurent arbeten i slottet återfinns i övervåningens fönsterbågar i Rikssalen som är utförda i en fullt utvecklad och lödig rokoko. Han återvände till Frankrike under sommaren 1747 där han enligt uppgifter var verksam fram till 1764.  